# Robot social
 (avril 2024).

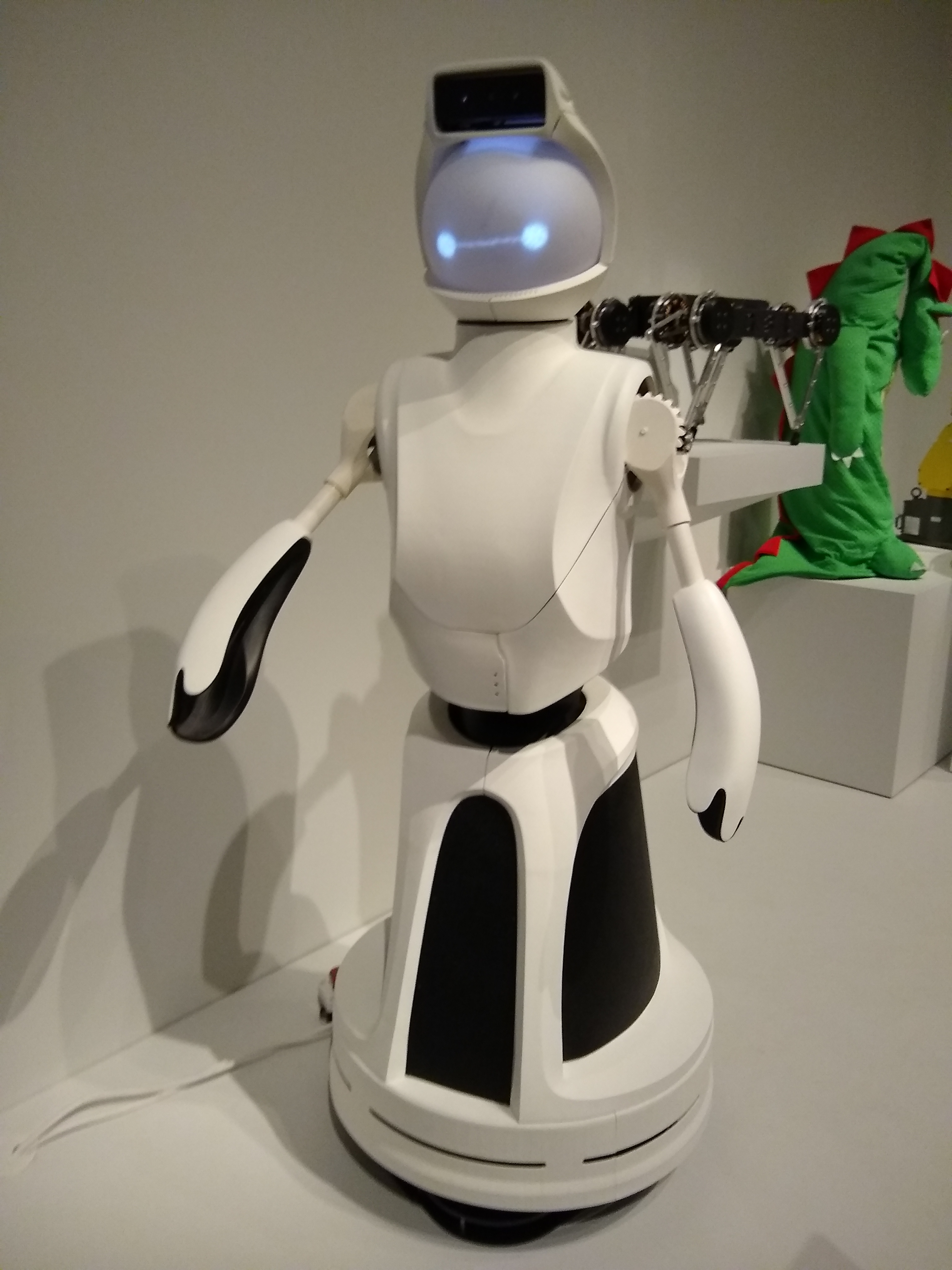
Quori, une plateforme robotique socialement interactive pour l'étude de l'interaction homme-robot, Laboratoire Immersive Kinematics.

Un robot social est un robot autonome qui interagit et communique avec les humains ou d'autres agents physiques autonomes en suivant les comportements sociaux et les règles attachées à son rôle. Comme les autres robots, le robot social est physiquement incarné (les avatars ou les personnages sociaux synthétiques virtuels sont distincts car ils ne sont pas incarnés). Certains agents sociaux synthétiques sont conçus avec un écran pour représenter leur « visage », afin de communiquer de manière dynamique avec les utilisateurs. Dans ces cas, le statut de robot social dépend de la forme du « corps » de l'agent social ; si le corps possède et utilise des capacités sensorimotrices, alors le système pourrait être considéré comme un robot.

## Contexte
Alors que les robots ont souvent été décrits comme possédant des qualités sociales (par exemple les tortues développées par William Gray Walter dans les années 1950), la robotique sociale est une branche assez récente de la robotique. Depuis le début des années 1990, les chercheurs en intelligence artificielle et en robotique ont développé des robots qui interagissent explicitement au niveau social. Le mouvement d'ingénierie du Kansai dans la science et la technologie japonaise est lié à celui de la robotique sociale.
La conception d'un robot social autonome est particulièrement difficile, car le robot doit interpréter correctement l'action des gens et répondre de façon appropriée, ce qui n'est actuellement pas encore possible. De plus, les personnes interagissant avec un robot social peuvent avoir des attentes très élevées quant à ses capacités, basées sur des représentations de robots sociaux avancés dans la science-fiction. En pratique, de nombreux robots sociaux sont partiellement ou entièrement contrôlés à distance pour simuler des capacités avancées. Cette méthode de contrôle (souvent secret) d'un robot social est appelée Turc mécanique ou Magicien d'Oz, d'après le personnage du livre de L. Frank Baum. Les études de type « Magicien d'Oz » sont utiles dans la recherche en robotique sociale pour évaluer comment les gens réagissent aux robots sociaux.

## Définition
Un robot est défini par l'Organisation internationale de normalisation comme un « mécanisme programmable actionné sur au moins deux axes avec un degré d'autonomie, se déplaçant dans son environnement, pour exécuter des tâches prévues ». En tant que sous-ensemble de robots, les robots sociaux exécutent tout ou partie de ces processus dans le contexte d'une interaction sociale. Il interagit socialement avec les humains ou suscite des réponses sociales de leur part. La nature des interactions sociales est immatérielle et peut aller de tâches de soutien relativement simples (telles que le fait de passer des outils à un ouvrier) à une communication et une collaboration expressives complexes, telles que l'assistance aux soins de santé. Par conséquent, les robots sociaux sont sollicités pour travailler avec les humains dans des espaces de travail collaboratif. De plus, les robots sociaux commencent à suivre les humains dans des environnements beaucoup plus personnels comme la maison, les soins de santé et l'éducation.
Les interactions sociales sont susceptibles d'être coopératives, mais la définition ne se limite pas à cette situation. De plus, un comportement non coopératif peut être considéré comme social dans certaines situations. Le robot pourrait, par exemple, présenter un comportement compétitif dans le cadre d'un jeu. Le robot pourrait également interagir avec un minimum d'informations, voire aucune. Il pourrait, par exemple, tendre des outils à des astronautes travaillant sur une station spatiale. Cependant, il est probable qu'une certaine communication soit nécessaire à un moment donné.
Deux exigences ultimes pour les robots sociaux sont le test de Turing pour déterminer les compétences de communication du robot, et les trois lois de la robotique d'Isaac Asimov pour son comportement. L'utilité d'appliquer ces exigences dans la réalité, en particulier dans le cas des lois d'Asimov, est toujours contestée (et peut ne pas être possible du tout). Cependant, une conséquence de ce point de vue est qu'un robot qui interagit et communique uniquement avec d'autres robots ne serait pas considéré comme un robot social : le fait d'être social est lié aux humains et à leur société qui définit les valeurs, les normes et les standards sociaux nécessaires. Cela se traduit par une dépendance culturelle des robots sociaux, car les valeurs sociales, les normes et les standards diffèrent d'une culture à l'autre.
Cela nous amène directement à la dernière partie de la définition. Un robot social doit interagir dans le cadre des règles sociales attachées à son rôle. Le rôle et ses règles sont définis par la société. Par exemple, un majordome robotisé pour humains devrait se conformer aux règles établies de bon service. Il devrait être prévoyant, fiable et surtout discret. Un robot social doit en être conscient et s'y conformer. Cependant, les robots sociaux qui interagissent avec d'autres robots autonomes se comporteraient et interagiraient aussi selon des conventions non humaines. Pour la plupart des robots sociaux, la complexité de l'interaction d'humain à humain sera progressivement abordée avec l'avancement de la technologie des humanoïdes et la mise en œuvre d'une variété de compétences de communication plus humaines.

## Interaction sociale
Des recherches ont étudié l'interaction des utilisateurs avec un robot compagnon. La littérature présente différents modèles concernant cette préoccupation. L'un des exemples est une structure qui modélise à la fois les causes et les effets de l'interaction : les caractéristiques liées au comportement non verbal de l'utilisateur, à la tâche et aux réactions affectives du compagnon, pour prédire le niveau d'engagement des enfants.
Beaucoup de gens sont mal à l'aise à l'idée d'interagir socialement avec un robot et, en général, les gens ont tendance à préférer les petits robots aux grands robots humanoïdes. Ils préfèrent également que les robots effectuent des tâches comme telles que le ménage plutôt que de tenir compagnie. Malgré la réticence initiale à interagir avec des robots sociaux, l'exposition à un robot social peut réduire l'incertitude et augmenter la volonté d'interagir avec le robot. Si les gens ont une interaction avec un robot social considéré comme ludique (par opposition à ceux dédiés à une tâche ou à l'interaction sociale), ils peuvent être plus susceptibles de d'interagir avec le robot à l'avenir.

## Effets sociétaux
L'utilisation de plus en plus répandue de robots sociaux plus avancés est l'un des nombreux phénomènes censés contribuer à la posthumanisation technologique des sociétés humaines, processus par lequel « une société en vient à inclure des membres autres que les êtres humains biologiques « naturels » qui, d'une manière ou d'une autre, contribuent aux structures, à la dynamique ou au sens de la société. »

## Utilisations dans les soins de santé
Les robots sociaux sont de plus en plus utilisés dans les établissements de santé et des recherches portent sur leur intérêt dans le domaine la santé mentale des enfants. 
On a montré que des robots sociaux tels que Nao, Paro, Huggable, Tega et Pleo peuvent aider des enfants ou des personnes âgées dans divers contextes d'intervention : ils peuvent réduire la dépression et la colère chez ces patients, et peut-être l'anxiété et la douleur (résultats plus mitigés) ; avec un effet positif sur l'affect (ces enfants souriaient plus longtemps et montraient un esprit positif lors des jeux). 
Pour des enfants allergiques ou immunodéprimés, ces robots peuvent remplacer la thérapie assistée par les animaux, avec de mesures d'hygiène adaptées (housses lavables ou désinfection du robot). 
Une revue d'études a conclu que les robots sociaux améliorent les symptômes d'enfants en établissements de soins de santé, dont en distrayant les enfants des procédures telles que la vaccination, en pouvant réduire le stress et la douleur. Les enfants interagissant à la fois avec un psychothérapeute et un « robot assistant en thérapie » ont moins ressenti de colère, d'anxiété et de dépression face au cancer, par rapport à un groupe témoin. Jouer librement avec un robot pendant une hospitalisation peut aider les enfants à avoir une humeur plus positive. Certains enfants avec TDAH ou certaine formes du trouble du spectre de l'autisme peuvent bénéficier de la robotique sociale, particulièrement pour le développement de leurs compétences sociales et communication : ils interagissent plus spontanément avec des robots sociaux qu'avec des partenaires humains, exprimant alors des comportements sociaux proches de ceux observés chez les enfants neurotypiques (engagement spontané, réduction des comportements répétitifs, amélioration du langage spontané, et moindre anxiété sociale, bien que les mécanismes perceptifs sous-jacents restent mal compris. Plusieurs études,, ont montré l'efficacité potentielle des robots dans des protocoles thérapeutiques ciblant le contact visuel, la reconnaissance des émotions faciales, et l'attention conjointe, tout en invitant à ensuite  évaluer la persistance des effets hors contexte expérimental, et l'impact des variables individuelles de type âge, sexe et QI. Le robot et/ou l'intelligence artificielle peut ou peuvent servir de médiateur simplifiant l'expérience sensorielle (auditive, visuelle et éventuellement kinesthésique) pour des enfants présentant un déficit d'intégration multisensorielle, ouvrant la voie à des approches combinant robotique, neurosciences, psychologie clinique et intelligence artificielle dans une perspective multidisciplinaire.
D'autres travaux doivent affiner les effets des robots sociaux sur les enfants en services psychiatriques. En effet :
- certains enfants peuvent détester le robot et le considérer comme dangereux[14] ;
- certains enfants avec TDAH ou certaine formes du trouble du spectre de l'autisme peinent à exprimer ou expliciter leurs besoins, et ont des comportements de frustration et/ou perturbateurs tels que lancer, frapper, frotter, s'auto-mutiler ou se blesser ; certains petit robots sociaux peuvent alors être dégradés, détruits et/ou sources de blessures[18]. La douleur due aux impacts pourrait alors négativement affecter les résultats positifs voire générer des comportements encore plus perturbateurs[18]. Les petits robots sociaux pourraient respecter la règlementations des normes relatives à la sécurité des jouets (ex : ISO 8124-1:2014 relative aux aspects mécaniques et physiques de la sécurité des jouets). La robotique molle pourrait être privilégiée et ingérer des capteurs à base de biopolymères[18]. Alhaddad et leurs collègues, en 2019, appelaient à de nouvelles normes de sécurité pour les robots sociaux destinés à certains enfants (à besoins spéciaux) afin d'assurer leur sécurité et prendre en compte leurs besoins[18].

Ces considérations éthiques sont à prendre en compte avant d'introduire la robotique sociale dans les établissements de soins de santé ; des études supplémentaires doivent rechercher d'éventuels effets négatifs de robots sociaux sur la santé mentale, pédiatrique notamment ; mais il semble y avoir des avantages à utiliser les robots sociaux dans les établissements sanitaires,. 
Par exemple, il a été démontré que les robots sociaux ont des résultats bénéfiques sur le développement des interactions sociales chez les enfants avec troubles du spectre autistique (TSA), lesquels préférent généralement les interactions prévisibles  . 
Des recherches antérieures sur les interactions entre les enfants atteints de TSA et les robots ont conclu à une attention mieux partagée, un contact visuel accru et une meilleure synchronisation interpersonnelle. Différents types de robots peuvent procurer ces avantages aux enfants atteints de TSA, qu'il s'agisse de robots humanoïdes comme KASPAR, de robots de type dessin animé comme Tito, de robots de type animal comme Probo ou de robots de type machine comme Nao. Un problème dit Vallée de l'étrange peut exister, quand la ressemblance surnaturelle des robots avec les humains devient trop stimulante et/ou anxiogène, comme l'a montré une étude sur Keepon. Il semble que les robots sociaux peuvent améliorer les compétences sociales des enfants atteints de TSA, et des recherches futures devraient approfondir ce sujet.
Les personnes atteintes de déficiences cognitives, telles que la démence et la maladie d'Alzheimer, peuvent aussi bénéficier des robots sociaux,. ainsi, Moro et al. (2018) ont utilisé 3 types de robots sociaux : un robot de type humain, Casper ; un robot de type personnage, le robot Ed ; et une tablette, pour aider six personnes atteintes de déficience cognitive légère à préparer une tasse de thé ; dans une certaine mesure, le robot humanoïde était plus attrayant pour les personnes souffrant de troubles cognitifs, probablement en raison de l'expressivité de son visage par rapport à l'expression minimale d'Ed et de la tablette. Les participants ont également humanisé les robots de type humain et de type personnage plus que la tablette en s'adressant à eux et en leur posant des questions, ce qui indique une préférence pour les robots sociaux. les participants ont perçu le robot de type humain comme étant utile, tant dans les situations sociales que dans l'accomplissement des activités de la vie quotidienne, tandis que le robot de type personnage et la tablette ont été perçus comme uniquement utiles pour les activités de la vie quotidienne. Une autre étude de Moyle et al. (2019) a examiné l'impact qu'aurait le fait de fournir à une personne atteinte de démence un jouet robot, Paro, par rapport à une peluche, sur la perception du bien-être de la personne par les soignants et les membres de sa famille. Cette étude a mis en évidence la façon dont certains établissements de soins de longue durée peuvent offrir une stimulation minimale aux patients atteints de démence, ce qui peut entraîner l'ennui et une agitation accrue. Après l'essai, les soignants et les membres de la famille ont été invités à évaluer le bien-être de la personne atteinte de démence et, dans l'ensemble, le groupe qui a interagi avec Paro a été perçu comme plus heureux, plus engagé et moins agité. L'un des principaux problèmes liés à l'utilisation de Paro, en dépit de ses avantages apparents, est son coût. Les recherches futures devront porter sur des options plus rentables pour les soins aux personnes âgées. Un autre problème lié à la réalisation de recherches entre des personnes souffrant de troubles cognitifs et des robots sociaux est leur capacité à consentir. Dans certains cas, le consentement éclairé par procuration peut être utilisé, mais les avantages et les risques doivent être pesés avant de mener toute recherche. Des recherches à long terme pourraient montrer que les résidents des maisons de soins sont disposés à interagir avec des robots humanoïdes et à bénéficier d'une activation cognitive et physique induite par le robot Pepper.
L'éthique de l'utilisation des robots sociaux dans les soins de santé doit également être mentionnée ; ils peuvent induire une déception ou une frustration quand il ne peut pas exécuter certaines fonctions que la personne aurait souhaité. Par exemple, un robot aux traits anthropomorphiques,  peut donner l'impression qu'il a des sentiments et des pensées, ce qui est à ce jour trompeur. L'isolement des personnes âgées par rapport aux humains est un autre risque quand ces robots peuvent représenter une part importante de l'interaction sociale de l'individu. IL existe peu de preuves sur les potentiels effets à long terme d'un contact humain limité et d'une interaction accrue avec des robots. Dan les années 2010, certains robots sociaux ont une capacité intégrée de téléprésence, qui peut être utilisée pour permettre aux individus de faire des visioconférences avec leur famille, les soignants et le personnel médical, ce qui peut réduire la solitude et l'isolement. La capacité vidéo de certains robots est un moyen potentiel d'interaction sociale et d'amélioration de l'accessibilité des examens médicaux. 
La dignité des personnes interagissant avec les robots doit être respectée ; Des robots, comme le robot Paro, ressemblant à une peluche, ce qui peut être ressenti comme « infantilisant » ; des recherches devraient explorer la meilleure façon d'accroître l'autonomie des patients qui interagissent avec les robots. Le respect de la vie privée est une autre préoccupation éthique, car certains robots sociaux peuvent collecter et stocker des données audio et vidéo ou des données de santé provenant de capteurs, susceptibles d'être détournées, volées ou piratées, au détriment du patient.
Il existe une revue scientifique dédiée à la robotique sociale et à ces sujets : International Journal of Social Robotics

## Exemples

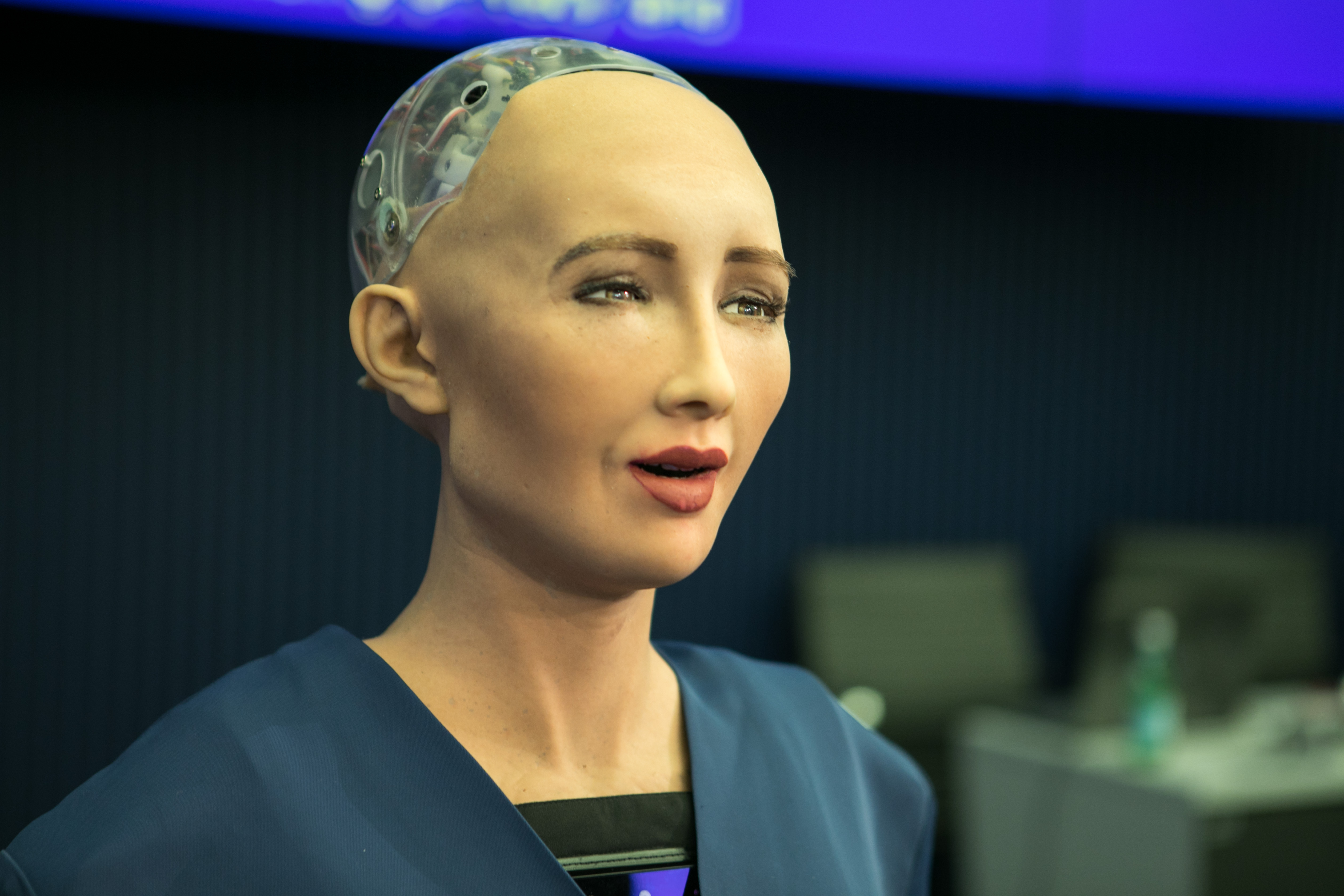
Le robot Sophia en 2017.

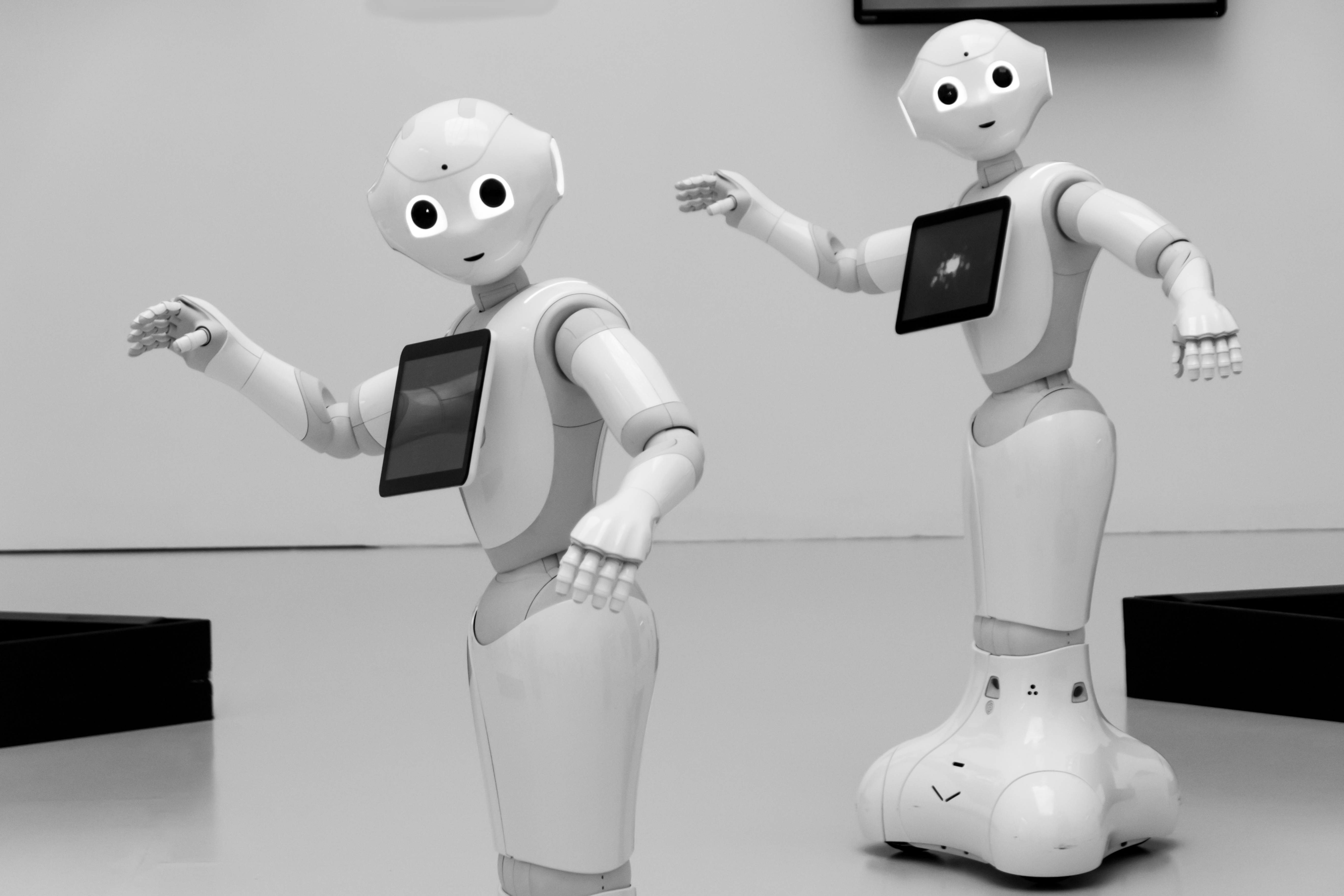
Pepper en 2018.

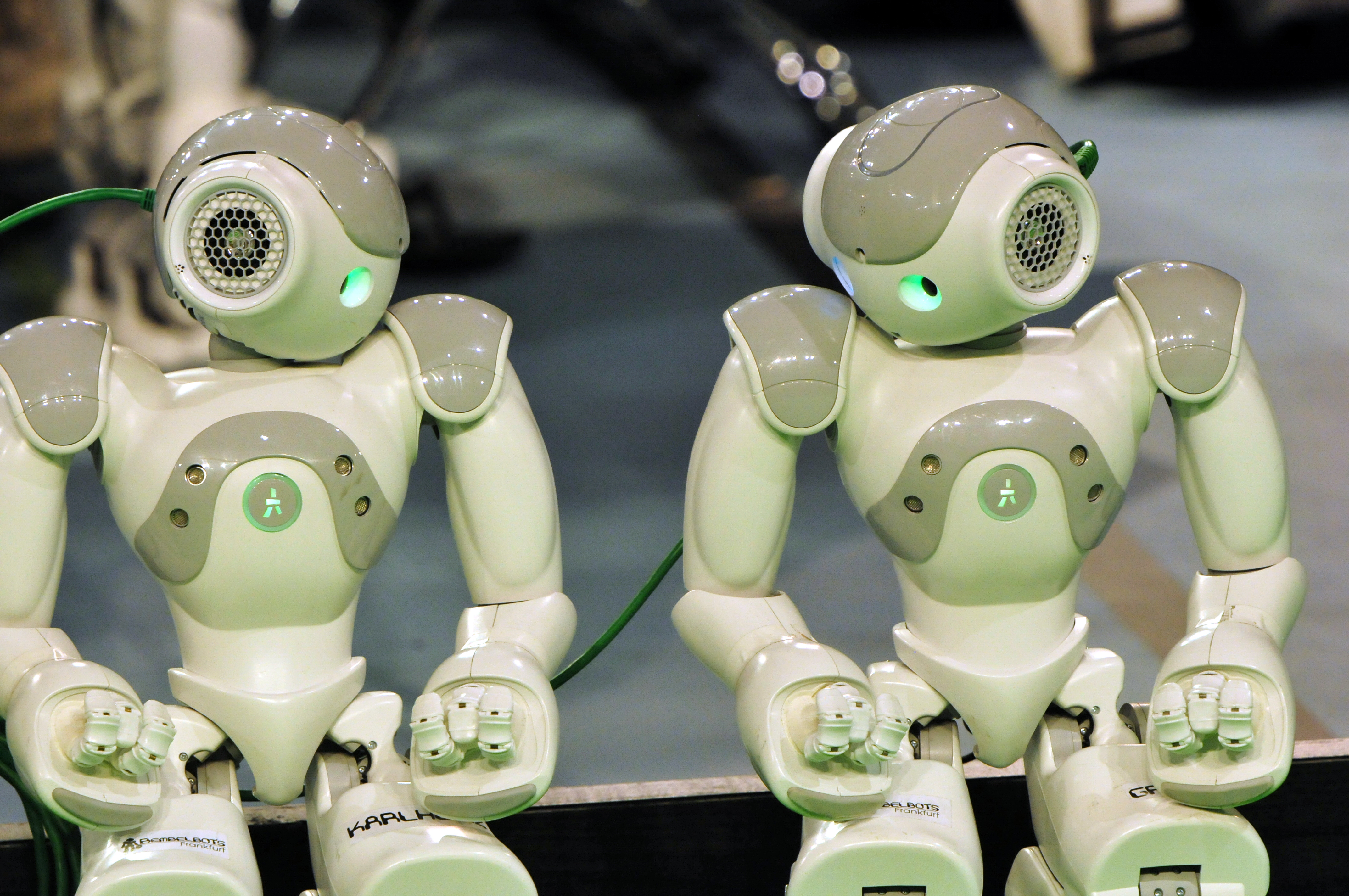
Des robots Nao

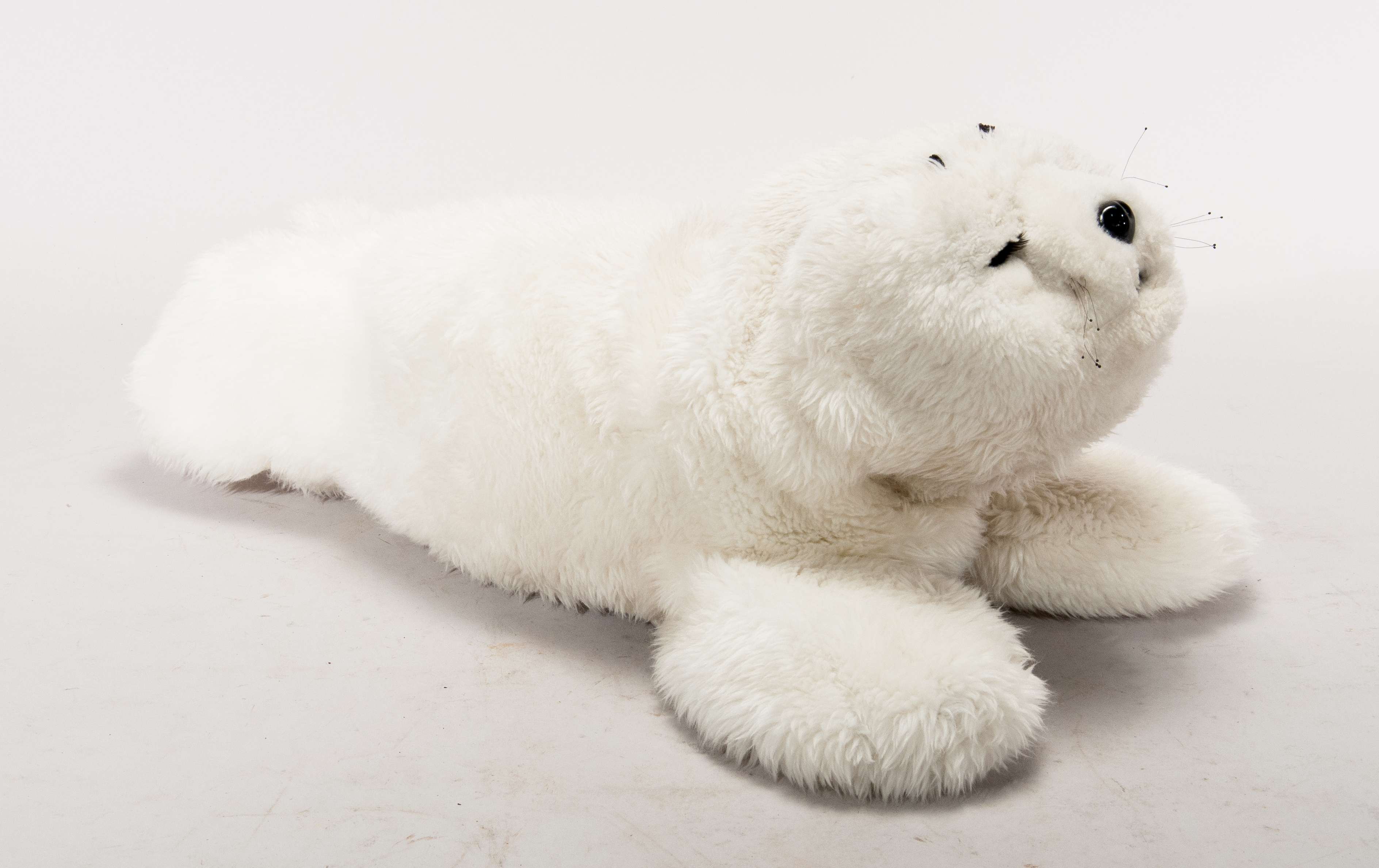
Le robot Paro

L'un des robots sociaux les plus connus actuellement en développement est Sophia, développé par Hanson Robotics. Sophia est un robot humanoïde social qui peut afficher plus de 50 expressions faciales, et est le premier non humain à recevoir un titre des Nations unies.
SoftBank Robotics a développé plusieurs robots sociaux semi-humanoïdes qui sont fréquemment utilisés dans la recherche, notamment Pepper et Nao. Pepper est utilisé par des chercheurs, ainsi que par les consommateurs de plus d'un millier de foyers au Japon.
D'autres exemples notables de robots sociaux incluent ASIMO de Honda, Jibo, Moxi et Kaspar, conçu par l' Université du Hertfordshire pour aider les enfants autistes à apprendre les réponses du robot à travers les jeux et les interactions. Les robots d'Anki, Cozmo et Vector, sont également passés dans la catégorie des robots sociaux, mais tous ont été arrêtés entre 2018 et 2019.
Les robots sociaux n'ont pas nécessairement besoin d'être humanoïdes. L'exemple le plus célèbre de robot social non humanoïde est Paro le phoque.
- hitchBOT (décapité à Philadelphie)
- Paro
- Nao
- Pleo
- Keepon
- MiRo
- Kismet
- Joe Robot
- Tico

## Autres références
- (en) W. Grey Walter, « An Imitation of Life », Scientific American,‎ mai 1950, p. 42–45.
- (en) Kerstin Dautenhahn, « Trying to Imitate - a Step Towards Releasing Robots from Social Isolation », Proceedings: From Perception to Action Conference, Lausanne, Switzerland, IEEE Computer Society Press,‎ 1994, p. 290–301 (ISBN 0-8186-6482-7, DOI 10.1109/FPA.1994.636112).
- (en) Kerstin Dautenhahn, « Getting to know each other - artificial social intelligence for autonomous robots », Robotics and Autonomous Systems, vol. 16, nos 2–4,‎ 1995, p. 333–356 (DOI 10.1016/0921-8890(95)00054-2).
- (en) Cynthia L. Breazeal, Designing Sociable Robots, MIT Press, 2002 (ISBN 0-262-02510-8).
- (en) Terrence Fong, Illah R. Nourbakhsh et Dautenhahn, « A survey of socially interactive robots », Robotics and Autonomous Systems, vol. 42, nos 3–4,‎ 2003, p. 143–166 (DOI 10.1016/S0921-8890(02)00372-X, lire en ligne).
- Cécile Dolbeau-Bandin, 2022, « Robots dits sociaux » Publictionnaire. Dictionnaire encyclopédique et critique des publics. Accès : http://publictionnaire.huma-num.fr/notice/robots-dits-sociaux.